# 光腐蚀
光腐蚀，是一种化学腐蚀过程。
其具体是指，具有光催化能力的半导体在光照下不稳定，发生光反应的同时存在不同程度的腐蚀现象，特别通过向反应体系中注入气相氧进一步证实，在光照下氧气会大量被半导体微粒吸收而使半导体材料氧化。 